# أوليغ فاسيلينكو
أوليغ فاسيلينكو (بالروسية: Василенко, Олег Петрович)‏ هو لاعب كرة قدم ومدرب كرة قدم روسي، ولد في 6 أكتوبر 1973 في ستافروبول في روسيا. لعب مع أفانجارد كورسك.

## وصلات خارجية
- أوليغ فاسيلينكو على موقع قاعدة بيانات كرة القدم.إي يو (الإنجليزية)
- أوليغ فاسيلينكو على موقع Soccerway.com (الإنجليزية)
- أوليغ فاسيلينكو على موقع عالم كرة القدم.نت (الإنجليزية)